# Palhetada alternada
Palhetada alternada é uma técnica aplicada a diversos instrumentos de corda, tais como guitarra elétrica, bandolim, cavaquinho, entre outros. Consiste em ferir a corda em movimentos alternados para baixo e para cima, aproveitando-se assim o movimento de retorno da palheta e com isto dobrando-se a velocidade de execução de notas. 
É uma técnica elementar destes instrumentos, porém de extrema dificuldade para ser perfeitamente dominada devido ao altíssimo grau de precisão necessária.

## Técnica
Para executar esta técnica, basta simplesmente tocar em alguma corda dos instrumentos acima mencionados, usando os dois sentidos do movimento da palheta (para baixo e para cima). Isto cria um efeito interessante e, se tocado muito rápido, acentua a sensação de agressividade/agilidade da frase musical em questão.
Um entusiasta desta técnica é John Petrucci, guitarrista do Dream Theater. Como cada palhetada deixa um ruído ao acertar a corda (principalmente com distorção), alguns evitam usar muito esta técnica ou nem sequer a usam, como Michael Romeo, do Symphony X, que faz boa parte do solo usando somente tappings e legatos (notas ligadas, sem palhetadas entre elas). Uma das músicas em que se usa é "Knights of Cydonia".

## Grandes Mestres
Tal Farlow
Johnny Smith
Pat Martino
Django Reinhardt
Larry Coryell
Lee Ritenour
Larry Carlton
Wayne Krantz
George Benson
John McLaughlin
Al Di Meola
Steve Morse
John Goodsall
Steve Lukather
Eddie Van Halen
Uli John Roth
Vinnie Moore
Yngwie Malmsteen
Shawn Lane
Michael Angelo Batio
Chris Impelliteri
Paul Gilbert
Jason Becker
John Petrucci
Eric Johnson
Rusty Cooley